# Heinrich Botho Scheube
Heinrich Botho Scheube (Zeitz, 18 agosto 1853 – Greiz, 4 marzo 1923) è stato un medico tedesco.

## Biografia
Nel 1876 conseguì il dottorato presso l'Università di Lipsia, dopo la laurea rimase a Lipsia come assistente di Carl Wunderlich. Dal 1877 al 1881 insegnò presso la scuola medica di Kyoto; fu anche direttore presso un ospedale governativo. Prima del suo ritorno in Germania, visitò la Cina, Siam, Giava e Ceylon. Nel 1885 riceve la sua abilitazione a Lipsia, e successivamente fu medico a Greiz, città della Turingia orientale.
Scheube è conosciuto per le sue indagini sui beriberi. Studiò anche le malattie prevalenti nei tropici, pubblicando numerosi articoli nel campo della medicina tropicale. Mentre in Giappone condusse delle ricerche sulla cultura e sulle abitudini degli Ainu.

## Opere principali
- Die Ainos, 1881
- Klinische Propädeutik, 1884
- Weitere Beiträge zur pathologischen Anatomie und Histologie der Beriberi, 1884
- Klinische Beobachtungen über die Krankheiten Japans in Virchows Archiv, 1885
- Die Beriberi-Krankheit, 1894
- Die Krankheiten der warmen Länder, 1896